# Sonneratia urama
Sonneratia urama är en fackelblomsväxtart som beskrevs av N.C. Duke. Sonneratia urama ingår i släktet Sonneratia och familjen fackelblomsväxter. Inga underarter finns listade i Catalogue of Life.